# ドウグ・アイドリッジ
ドウグ・アイドリッジ（Doug Wooldridge、1985年12月19日 - ）は、カナダの元ラグビー選手。

## プロフィール
- カナダ出身[1]。
- ポジションはプロップ(PR)。
- 身長 183cm、体重 125kg
- カナダ代表通算キャップ数は23でラグビーワールドカップ2015のカナダ代表に選ばれた[2]。

## 略歴
オンタリオ・ブルーズ、ASMクレルモン・オーヴェルニュを経て、2019年、トロント・アローズに加入。 
2021年、現役を引退した。